# 징하 철로
징하 선(중국어: 京哈铁路)은 중화인민공화국 베이징시 베이징 역에서 헤이룽장성 하얼빈시 하얼빈 역을 연결하는 중국 국철 철도 노선이다. 전체 길이는 1,411km이지만, 베이징~톈진까지는 징후 선과, 선양 북역~하얼빈 역까지는 하다 선(哈大線)과 각각 중복 구간이다. 중국 국철의 주요 간선인 《팔종팔횡》(八縦八横)의 하나이다. 중국제일의 공업지대를 통과하는 간선철도이다.

## 역사

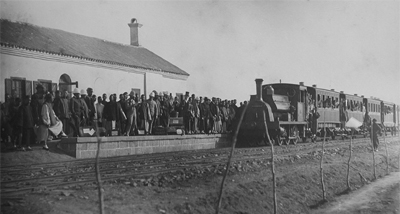
1882년 탕수 철로 수거좡 역

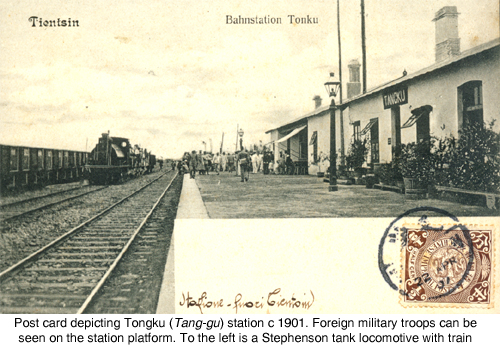
1901년, 징산 철로 상의 탕구 역(현 탕구 남역)

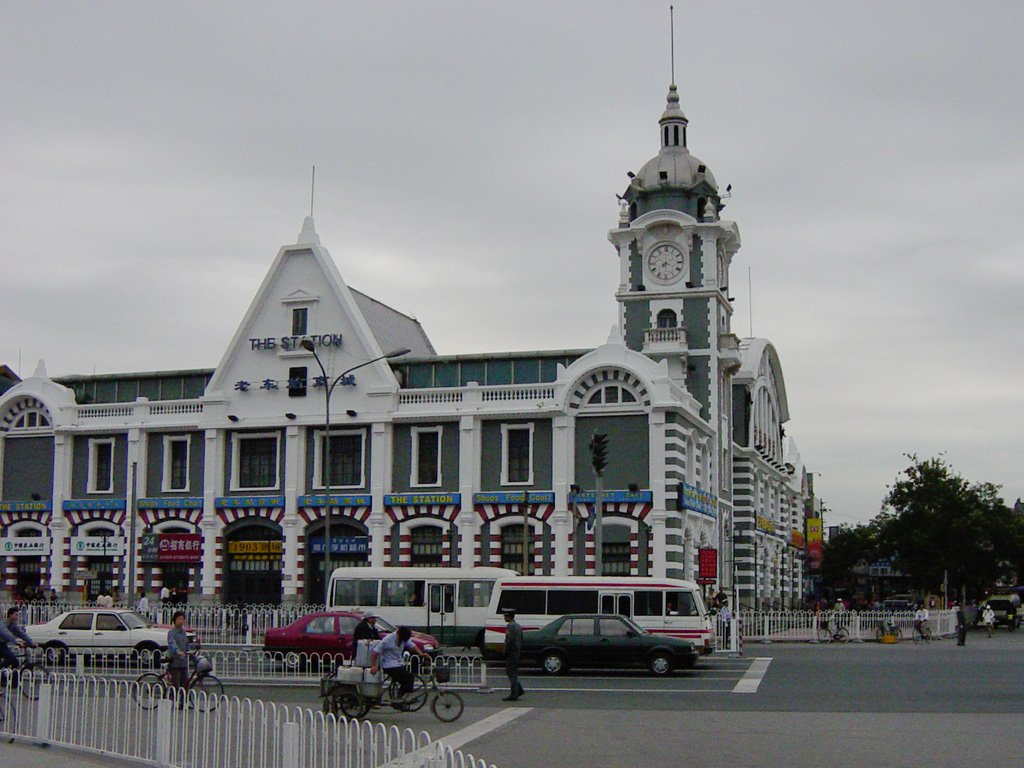
1906년에 완공된 베이징 징펑 철로 정당먼 동역

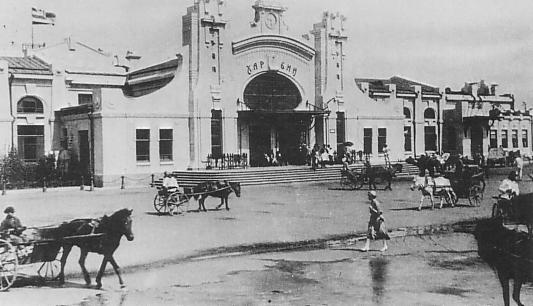
1940년 남만주철도 하얼빈 역(ハルビン駅)

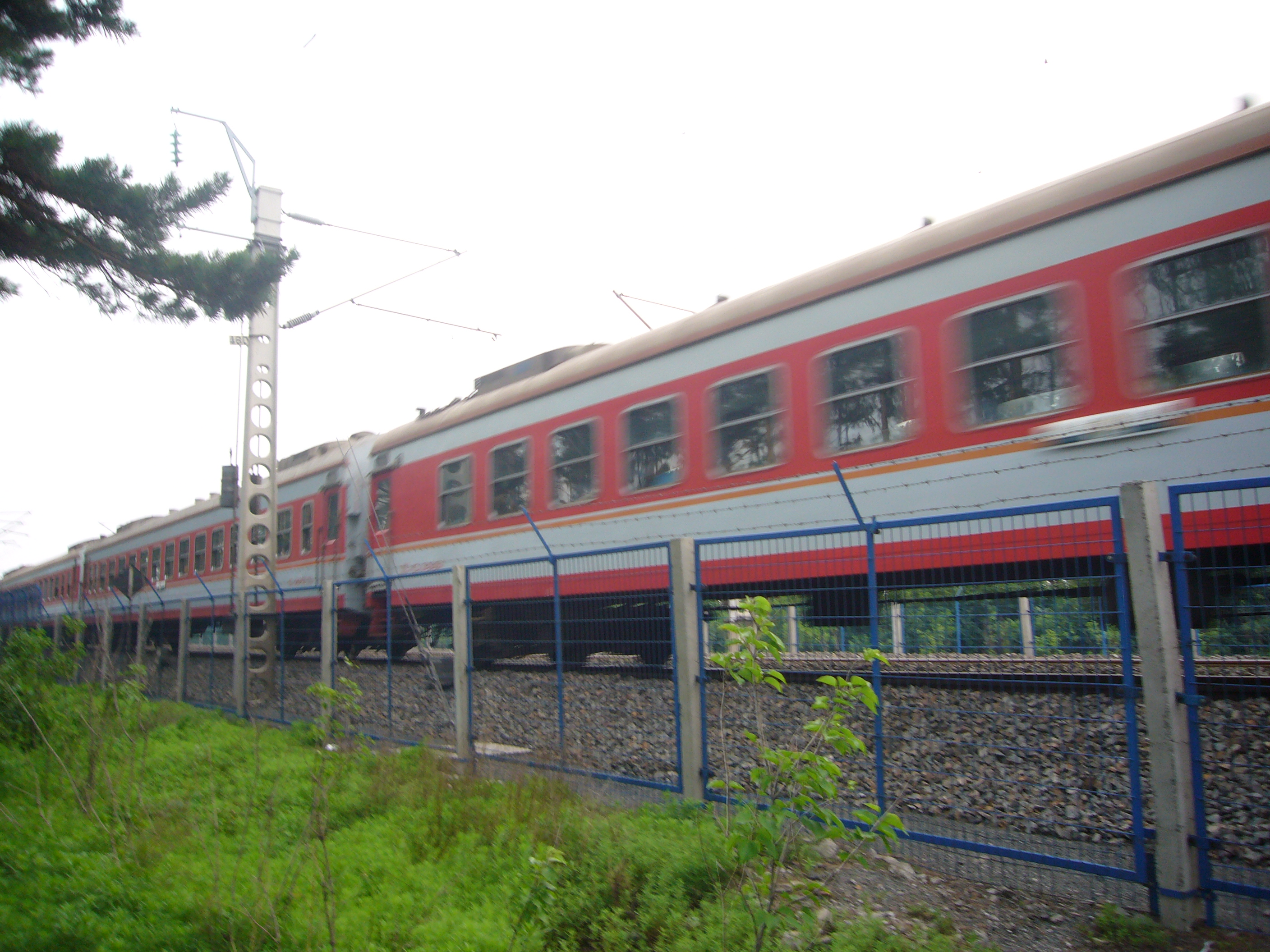
하얼빈 남부 교외

청나라 북양통상대신 이홍장이 설립한 광산개발회사 개평광무국이 카이롼 탄광의 석탄 수송을 목적으로, 1881년(광서 7년) 6월에 착공하여 같은 해 11월 탕산 개평 - 수거좡 간(노선 거리 9.7km, 궤간 1,435mm(표준궤))의 탕수(唐胥) 철로가 개통되었다. 이것은 중국이 자력으로 건설한 최초의 철도 노선이나, 개통 초기에는 노새로 화차를 견인하는 마차철도에 불과하였다. 1882년에는 증기기관차의 운용이 개시되었고, 이후 탕수선을 동서로 각각 연장하였다. 즉, 1888년 8월 톈진까지 연장하였고, 1893년 임유관(산해관)까지 연장, 진유 철로로 개칭하였다. 1897년 베이징 성 밖의 마가보(후의 베이징 남역)까지 연장하고, 1901년(광서 27년)에 베이징 정양문 동역(나중에 베이징 역)까지 연장하였다. 1907년 8월 징펑(京奉) 철로로 개칭하고, 1911년(선통 3년)에 선양 역까지 개통했다. 1912년 선양 북역까지 연장하였다.
1928년 난징 국민정부의 수립으로 베이징은 베이핑으로 개칭되어 징펑선도 핑펑(平奉)선으로 개칭되었다. 1929년 4월 펑톈시가 랴오닝성 선양시로 개칭되자 노선명도 베이닝선(베이닝 철로)로 개칭되었다. 1932년 만주국의 성립에 의해 베이닝선은 동서로 분단되어, 베이징~산하이관 사이를 《베이닝 철로》(北宁铁路), 산하이관~선양 간은 만주국철의 《펑산 철로》(奉山铁路)라고 개칭되었다. 1938년 화북교통이 설립되고, 베이징-산해관 간을 징산 철로(京山铁路)로 운영하였다.
1945년 소련군 침공과 일본 패전에 의해 만주국이 붕괴되고, 국민정부는 펑산선을 다시 베이닝선에 통합된다. 1949년 10월 중화인민공화국 성립. 도시명이 베이핑에서 베이징으로 환원되어, 베이닝선은 징선 철로(京沈铁路)로 개칭되었다. 이후 하다 철로(哈大铁路)의 선양-하얼빈 구간과 통합하여 징하철로가 되었다.
징하 철로는 역사상 세 차례에 걸쳐 개선되었으며, 첫 번째로 1994년의 “징산 압매개선(京山压煤改线)” 공사, 두 번째는 2003년 징친 철로의 개보수, 세 번째는 2006년 12월 31일에 현재의 선로로 바뀌었다.
1985년 징산 압탄개선 공사가 시작되었다. 구 징하 철로의 탕산 남역 이북은 카이롼 탄광광구를 통과하고, 수거좡 역-탕산 역(후에 탕산 남역으로 개칭)-베이자뎬 역-레이좡 역부터 퉈쯔터우 역(현 롼샨 역)까지 7개 역(약 89km)에 이르는데, 잦은 열차가 광구에 심한 압력을 가해 노반이 가라앉고, 탕산 지진을 거치면서 연선지질환경이 크게 훼손돼, 철도가 탕산 광산, 촨잉 광산, 둥우 광산을 지나는 채탄이 무너져 내렸다. 그래서 1977년에 개선연구를 시작해, 1994년에야 탕산 지역의 징하 철로에 대해 “압매개선(压煤改线)”이라 하여 개선 공사를 시작했다. 개선 후의 징하 철로는 펑난 역-탕산 역-양자커우 역-탕산 동역-랑우푸 역(징친 철로와 합류)~퉈쯔터우 역 등 신설된 9개 역(약 68개 역)과, 탕산시 서쪽 교외에 여객역인 탕산 서역(唐山西, 뒤에 탕산 역으로 개칭)과 탕산 북역(唐山北站, 2006년 12월 20일부터 탕산 동역으로 개칭)을 새로 지었다. 공사는 1994년 11월 11일에 완료되었다. 구선은 탕롼선(唐滦线) 또는 치롼선(七滦线)으로 개칭되고, 구선의 탕산 역(唐山)은 탕산 남역(唐山南站)으로 바뀌고, 화물역이 되었다. 이로써 징하 철로는 총연장 1413km에 이른다.
철도부는 2003년 6월, 징친 철로의 개보수에 맞추어, 구 징산 철로를 랑우푸역에서 롼샨 역, 창리 역, 베이다이허 역을 거쳐 친황다오 역까지의 선로(길이 약 133km, 역 15개 포함), 구 징친 철로의 경우, 랑우푸 역에서 첸안 역과 루룽 역을 거쳐 친황다오 역까지의 선로(길이 약 127km, 역 10개 포함)로 상호 조정되었다. 랑우푸 역에서 친황다오 역간 선로, 징하(징산)철로는 북선, 징친 철로는 남선으로 가는 것이다. 이로써 징하 철로는 전장 1,388km에 이른다.
그러나 석탄을 억제하고 노선을 바꾼 징하 철로는, 상당한 곡선으로 열차의 통과 능력과 속도를 크게 제한했다. 철도부와 협력하에 중국철도 제6차 대속도(第六次大提速)에 맞추어, 징하철도 등 주요 철도 간선에서 최고속도 200km/h의 고속열차를 운행하기 위하여, 2006년 12월 31일 18시부터 징친 철로, 친선 여객전용선, 구 징하 철로 하얼빈-선양 북부 구간이 징하 철로의 새로운 노선으로 합병되었으며, 총연장은 1,249 km, 주요 역은 베이징 동역, 탕산 북역, 베이다이허 역, 친황다오 역, 후루다오 북역, 진저우 남역, 판진 북역, 선양 북역, 톄링 역, 쓰핑 역, 창춘 역, 하얼빈 역이다. 아울러, 구 징하 철로의 베이징-텐진 난창 구간이 징후 철로로 병합되고, 톈진 난창-산하이관 구간은 진산 철로로, 산하이관-선양 구간은 선산 철로로, 선양-선양 북역 구간은 선다 철로로 병합되었다. 랑우푸(狼窝铺), 친황다오(秦皇岛), 산하이관(山海关) 역은 징하 철로와 진산 철로의 양대 철도 간선이 만나는 중요한 환승 지점이 되고 있다.

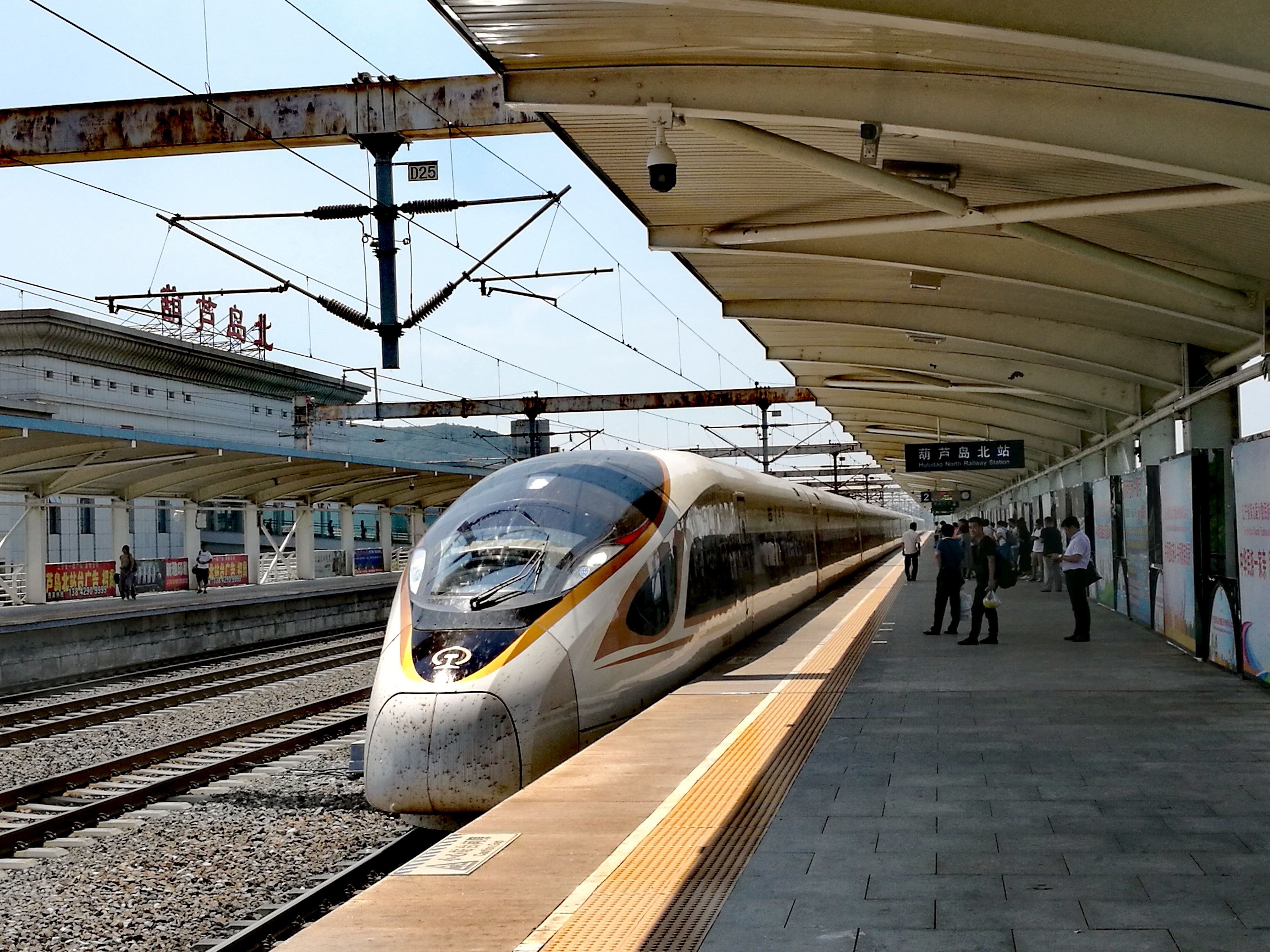
부흥호 CR400BF 열차 징하선 친선(秦沈) 여객단

2012년, 친황다오 역 리모델링과 함께 징하선 베이다이허-룽자잉 구간이 개선되었으며, 신선은 구선(난다쓰 역 경유) 서쪽에 위치하여 진친 여객전용선과 평행한다.

## 성 및 주요 도시
- 베이징
- 톈진
- 허베이：친황다오
- 랴오닝：후루다오, 진저우, 판진, 안산, 선양, 톄링
- 지린성：쓰핑, 창춘
- 헤이룽장성：하얼빈

## 주요 역 및 연결 철도
- 베이징 역：징바오선, 징퉁선, 징청선, 징후선
- 펑타이 역：징광선, 징유안선
- 랑우푸 역 : 진산선
- 판진 북역：판잉 여객전용선
- 친황다오 역：진산선, 진친 여객전용선
- 산하이관 역：진산선, 선산선
- 선양 북역：선다선, 선지선, 선단선, 하다 여객전용선
- 쓰핑 역：쓰메이선, 핑치선
- 창춘 역：창유선, 창투선, 창바이선, 창솽옌선, 창지 성제철로
- 하얼빈 역：빈저우선, 빈쑤이선, 빈베이선, 라빈선

## 같이 보기
- 징하 고속공로